# Mark Whitfield
Pour les articles homonymes, voir Whitfield.
Mark Whitfield est un guitariste de jazz américain né le 6 octobre 1966 à Lindenhurst, dans l'État de New York. Inspiré par le style de George Benson et de Wes Montgomery, son style évolue entre le jazz pur et une musique plus marquée par le R&B. Bassiste à l'origine, il a commencé à apprendre la guitare à l'âge de 15 ans. En 1987, il est diplômé de la prestigieuse Berklee. Whitfield déménage provisoirement à Brooklyn et se produit dans plusieurs sessions de jazz. George Benson en personne va lui suggérer de travailler avec Jack McDuff et cette association sera fondamentale pour le guitariste. Depuis, il enregistre des disques pour de grands labels comme Warner Bros. Records ou Verve Records et accompagne 
sur scène des musiciens comme Jimmy Smith, Nicholas Payton, Ray Brown, Courtney Pine ou Chris Botti.

## Discographie

### En solo
- 1990: The Marksman
- 1991: Patrice
- 1993: Mark Whitfield
- 1994: True Blue
- 1995: 7th Ave. Stroll
- 1997: Forever Love
- 1999: Take the Ride
- 2000: Soul Conversation Featuring Mark Whitfield & JK
- 2000: Raw
- 2005: Mark Whitfield Featuring Panther
- 2006 : Mark Whitfield & The Groove Masters
- 2009 : Songs of Wonder
- 2016 : Grace
- 2017 : Live & Uncut

### En tant que sideman
Avec Jimmy Smith
- Damn! (Verve, 1995)

Avec Cedar Walton
- Roots (Astor Place, 1997)